# Igreja de Nossa Senhora do Sagrado Coração do Monte Formoso
Igreja de Nossa Senhora do Sagrado Coração do Monte Formoso, também chamada de Igreja do Rosário dos Pretos, é um templo católico localizada em Cachoeira, município do estado brasileiro da Bahia. Foi fundada em 1846. Segundo o historiador Luiz Cláudio Nascimento, "a igreja foi fundada por africanos libertos e foram responsáveis pela criação de um dos primeiros terreiros de candomblé do Recôncavo Baiano e da Irmandade da Boa Morte, formada por mulheres negras adeptas do candomblé, representa um dos marcos da afro religiosidade, porque aqui são sepultados a maior parte dos pais e mães de santo do Recôncavo baiano”. Sua restauração pelo Instituto do Patrimônio Histórico e Artístico Nacional (IPHAN) foi concluída em 2006.